# Вагматкук 1
Вагматкук 1 (англ. Wagmatcook 1) — індіанська резервація в Канаді, у провінції Нова Шотландія, у межах графства Вікторія.

## Населення
За даними перепису 2016 року, індіанська резервація нараховувала 537 осіб, показавши зростання на 3,7%, порівняно з 2011-м роком. Середня густина населення становила 144,1 осіб/км².
З офіційних мов обидвома одночасно володіли 5 жителів, тільки англійською — 530, а 5 — жодною з них. Усього 265 осіб вважали рідною мовою не одну з офіційних, з них усі — одну з корінних мов.
Працездатне населення становило 43,8% усього населення, рівень безробіття — 9,4%.
Середній дохід на особу становив $16 698 (медіана $14 368), при цьому для чоловіків — $15 036, а для жінок $18 631 (медіани — $11 040 та $16 032 відповідно).
28,8% мешканців мали закінчену шкільну освіту, не мали закінченої шкільної освіти — 37%, 34,2% мали післяшкільну освіту, з яких 32% мали диплом бакалавра, або вищий.
| Статево-вікова структура населення | Статево-вікова структура населення | Статево-вікова структура населення | Статево-вікова структура населення | Статево-вікова структура населення |
| ---------------------------------- | ---------------------------------- | ---------------------------------- | ---------------------------------- | ---------------------------------- |
|                                    |                                    |                                    |                                    |                                    |
| Всього                             | Всього                             | 51,9%48,1%                         |                                    |                                    |
| 0 — 14 років                       | 0 — 14 років                       |                                    | 31,8%                              | 31,8%                              |
| 15 — 64 років                      | 15 — 64 років                      |                                    | 62,6%                              | 62,6%                              |
| 65 і більше                        | 65 і більше                        |                                    | 5,6%                               | 5,6%                               |
| Середній вік (років)               | Середній вік (років)               | 30,828,2                           | 29,5                               | 29,5                               |
| Медіана (років)                    | Медіана (років)                    | 26,625,2                           | 25,6                               | 25,6                               |
| — чоловіки — жінки                 |                                    |                                    |                                    |                                    |

| Походження мешканців:     | Походження мешканців:     | Походження мешканців: | Походження мешканців: | Походження мешканців: |
| ------------------------- | ------------------------- | --------------------- | --------------------- | --------------------- |
| Походження                |                           |                       | осіб                  | %                     |
| Корінні американці        | Корінні американці        |                       | 515                   | 96.26%                |
| Інше північноамериканське | Інше північноамериканське |                       | 0                     | 0%                    |
| Європейське               | Європейське               |                       | 35                    | 6.54%                 |
| британське                | британське                |                       | 30                    | 5.61%                 |
| французьке                | французьке                |                       | 10                    | 1.87%                 |

## Клімат
Середня річна температура становить 5,4°C, середня максимальна – 21,1°C, а середня мінімальна – -11,6°C. Середня річна кількість опадів – 1 456 мм.
| Клімат поселення                              | Клімат поселення | Клімат поселення | Клімат поселення | Клімат поселення | Клімат поселення | Клімат поселення | Клімат поселення | Клімат поселення | Клімат поселення | Клімат поселення | Клімат поселення | Клімат поселення | Клімат поселення |
| Показник                                      | Січ.             | Лют.             | Бер.             | Квіт.            | Трав.            | Черв.            | Лип.             | Серп.            | Вер.             | Жовт.            | Лист.            | Груд.            |                  |
| Середній максимум, °C                         | −0,71            | −1,8             | 2,00             | 6,77             | 12,67            | 17,56            | 20,97            | 21,06            | 16,95            | 11,68            | 6,59             | 1,44             |                  |
| Середня температура, °C                       | −5,62            | −6,69            | −2,9             | 1,85             | 7,77             | 12,64            | 17,50            | 17,58            | 13,47            | 8,19             | 3,09             | −2,05            |                  |
| Середній мінімум, °C                          | −10,52           | −11,6            | −7,8             | −3,04            | 2,88             | 7,74             | 14,02            | 14,09            | 9,99             | 4,72             | −0,38            | −5,51            |                  |
| Норма опадів, мм                              | 142              | 112              | 115              | 107              | 95               | 101              | 93               | 111              | 118              | 140              | 158              | 164              |                  |
| Середньомісячна швидкість вітру, м/с          | 5.63             | 5.39             | 5.40             | 5.00             | 4.89             | 4.75             | 4.53             | 4.51             | 4.91             | 5.35             | 5.43             | 5.68             |                  |
| Середньомісячна сонячна радіація, кДж/м²·день | 4357             | 7404             | 11399            | 14857            | 18011            | 20058            | 19725            | 17222            | 13038            | 8088             | 4558             | 3314             |                  |
| --------------------------------------------- | ---------------- | ---------------- | ---------------- | ---------------- | ---------------- | ---------------- | ---------------- | ---------------- | ---------------- | ---------------- | ---------------- | ---------------- | ---------------- |
| Джерело:                                      |                  |                  |                  |                  |                  |                  |                  |                  |                  |                  |                  |                  |                  |